# Prabuddha Dasgupta
Prabuddha Dasgupta (* 21. September 1956 in Kalkutta, Westbengalen; † 12. August 2012 in Alibaug, Maharashtra) war ein indischer Werbe- und Modefotograf.

## Leben
Nach seinem Studium der Geschichte in Delhi wurde Dasgupta Drehbuchautor und danach Fotograf für Werbung. Er arbeitete für die Magazine Vogue, Elle, Harper’s Bazaar und GQ und veröffentlichte Bücher mit künstlerisch ambitionierter Fotografie. Zu seinen bekanntesten Fotoreihen gehört Women (1996), eine Reihe von Aufnahmen städtischer Frauen; darunter auch Aktaufnahmen, die in der Öffentlichkeit kontrovers diskutiert wurden, sowie die Landschaftsaufnahmen aus Ladakh in Ladakh (2000) und Fotografien in dem von William Dalrymple 2009 veröffentlichten Edge of Faith über die Goanische Christengemeinde. Seine Werke waren auf nationalen und internationalen Solo- und Gruppenausstellungen zu sehen.
Obwohl er mit einer anderen Frau verheiratet war und Kinder hatte, lebte Dasgupta in den letzten Jahren seines Lebens in Goa zusammen mit dem Model Lakshmi Menon, die häufig von ihm porträtiert wurde.

## Ausstellungen (Auswahl)
- 2004: Biennale Internazionale di Fotografia di Brescia, Brescia
- 2005: Franco Maria Ricci, Mailand
- 2007: Galleria Carla Sozzani, Mailand
- 2007: Bodhi Art Gallery, New York